# Seyðabrævið
El Seyðabrævið o Carta de les ovelles (sauðabréfit en nòrdic antic) és el document més antic conegut de les illes Fèroe. Es tracta d'un reial decret promulgat el 28 de juny de 1298 pel duc Haakon, que més tard esdevindria el rei Haakon IV de Noruega. Regulava principalment la ramaderia ovina, però també tractava d'altres assumptes, com ara la pesca de balenes, l'ús de la terra, la protecció dels petits grangers, serfs fugitius o el capital bàsic necessari per fundar una hisenda familiar. Va funcionar com una mena de constitució, ja que va limitar o eliminar la major part del poder administratiu que tenia fins llavors el rei i els seus representants a l'arxipèlag.
Es va redactar amb l'assessorament d'Erlend, bisbe de la diòcesi de les illes Fèroe a Kirkjubøur, i de Sigurd, legislador de les Shetland que el duc Haakon havia enviat a les Illes Fèroe per tractar les deficiències en matèria de legislació agrícola.
A diferència de la Saga dels feroesos, que va ser escrita a Islàndia, la Carta de les ovelles es va redactar a les Illes Fèroe i, per tant, ofereix una millor descripció de la societat feroesa d'aquell moment. També mostra alguns canvis lingüístics primerencs del nòrdic antic al feroès.
La Carta de les ovelles va estar vigent com a codi legal fins a l'any 1866, quan es va redactar un nou codi que incloïa tanmateix moltes de les antigues disposicions recollides al Seyðabrævið.
El document es conserva en dues còpies: una es troba a l'Arxiu Nacional de Tórshavn i l'altra la biblioteca de la Universitat de Lund, a Suècia.

## Articles de la Carta de les ovelles
El document original de la Carta de les ovelles recollia un total de 16 articles:
- La prova de la propietat es requerirà abans de la matança d'ovelles.

- Invasió de terres alienes.

- Pastura d'ovelles en terra aliena.

- Doma d'ovelles salvatges - part I.

- Marcatge (d'orella) de les ovelles. Es deixa molt clar que si la primera marca s'altera, es considera un robatori.

- Els gossos pastors que mosseguen i/o danyen ovelles, les regles d'amortització i el nombre d'ovelles permès en pastures.

- Manera de gestionar els terminis quan les autoritats adverteixen.

- Deure d'informar quan hi ha pas d'ovelles sobre terres alienes.

- Doma d'ovelles salvatges - part II

- Lloguer de terres.

- Visitants no desitjats i drets dels pobres.

- Sobre el testimoniatge.

- Pagament dels visitants.

- Llars i inquilins.

- Caça de balenes i la proporció de carn i de greix.

- Els naufragis.

Una versió revisada de la Carta de les ovelles va ser emesa el 24 de febrer de 1637 per Cristià IV en traducció danesa. La introducció la va elaborar el Duc de Hákun. No obstant això, tots els articles que no tenien res a veure amb l'explotació ovina es van eliminar del text. Per tant, aquesta versió només tenia nou articles que són en gran part idèntics als de la versió original:
- Marcar les ovelles.

- Com entrar en una pastura aliena.

- Ovelles pasturant en terra aliena.
- Doma d'ovelles salvatges - Part I

- Obligació de registrar-se en un país estranger - Part I

- Gossos pastors, les responsabilitats civils i el nombre d'ovelles en una pastura

- Terminis de lliurament en el procediment de reclamació. Els terminis són la quaresma, l'Ólavsøka (29 de juliol) i l'Andreasnacht (30 de novembre)

- Obligació de registrar-se en un país estranger - Part II

- Manipulació de les ovelles salvatges - Part II